# Nordenham (Schiff)
Die Nordenham ist ein Schiff der Weserfähre Bremerhaven–Nordenham.
Das Schiff wurde 1957 bei der AG Weser-Seebeckwerft in Bremerhaven gebaut und ist seither als Personen- und Autofähre auf der Weser zwischen Blexen und Bremerhaven im Einsatz. Es wurde 1999 bei den MWB Motorenwerken Bremerhaven AG grunderneuert. 
Die Fähre verfügt über vier Decks: Sonnendeck, Oberdeck, Hauptdeck und Unterdeck unter den Stellplätzen für Fahrzeuge. 

## Einsatzgebiet
Die Fähre ist für die Zone 2 der Binnenschiffsuntersuchungsordnung zugelassen. Das bedeutet, dass die Fähre vom Hafen in Brake bis zur Verbindungslinie der Kirchtürme von Langwarden (Lage) und Cappel (Lage) fahren darf.